# Negeri Sembilan Football Association
Il Negeri Sembilan Football Association è una società calcistica malaysiana che rappresenta lo stato di Negeri Sembilan. Milita nella Liga Super, massima divisione del campionato malaysiano.
Fondata nel 1923, disputa le partite interne allo stadio Tuanku Abdul Rahman.

## Palmarès

### Competizioni nazionali
- Campionato malaysiano: 1

2006
- Coppa della Malaysia: 3

1948, 2009, 2011
- Coppa della Federazione (FA): 2

2003, 2010
- Supercoppa di Malaysia: 1

2012
- Malaysia Premier League: 1

1991

### Altri piazzamenti
- Malaysia Super League:

Secondo posto: 2008
- Malaysia Premier League:

Secondo posto: 1995
- Coppa della Malaysia:

Finalista: 2000, 2004, 2006, 2010

## Rosa
| N. |                        | Ruolo | Calciatore             |
| -- | ---------------------- | ----- | ---------------------- |
| 1  | Malaysia (bandiera)    | P     | Afiff Aizad Azman      |
| 2  | Malaysia (bandiera)    | C     | R. Aroon Kumar         |
| 3  | Malaysia (bandiera)    | D     | Daniel Ting            |
| 4  | Australia (bandiera)   | D     | Taylor Regan           |
| 5  | Malaysia (bandiera)    | D     | Annas Rahmat           |
| 6  | Malaysia (bandiera)    | C     | Kevin Gunter           |
| 7  | Australia (bandiera)   | C     | Andrew Nabbout         |
| 8  | Malaysia (bandiera)    | C     | Shahrul Igwan Samsudin |
| 9  | Malaysia (bandiera)    | A     | Mohd Afiq Azmi         |
| 10 | Inghilterra (bandiera) | C     | Alex Smith             |
| 11 | Australia (bandiera)   | A     | Joel Chianese          |
| 12 | Malaysia (bandiera)    | P     | Kaharuddin Rahman      |
| 13 | Malaysia (bandiera)    | D     | Mohd Ashmawi Yakin     |

| N. |                     | Ruolo | Calciatore                |
| -- | ------------------- | ----- | ------------------------- |
| 15 | Malaysia (bandiera) | D     | A. Segar                  |
| 16 | Malaysia (bandiera) | C     | Mohd Norhafizzuan Jailani |
| 17 | Malaysia (bandiera) | A     | Mohd Rahizi Mohd Rasib    |
| 19 | Malaysia (bandiera) | C     | Khairul Anwar Shahrudin   |
| 20 | Malaysia (bandiera) | D     | Hariri Mohd Safii         |
| 21 | Malaysia (bandiera) | C     | Sabri Sahar               |
| 23 | Malaysia (bandiera) | C     | Muhd Nizam Ruslan         |
| 24 | Malaysia (bandiera) | D     | Mohd Shazlan Alias        |
| 25 | Malaysia (bandiera) | D     | Mohd Radzuan Abdullah     |
| 26 | Malaysia (bandiera) | D     | Mohd Nasriq Baharom       |
| 27 | Malaysia (bandiera) | C     | Izzudin Zainudin          |
| 30 | Malaysia (bandiera) | P     | Syed Adney Syed Hussein   |
| 33 | Malaysia (bandiera) | C     | N. Thanabalan             |